# Mechthild von Bienburg
Mechthild von Bienburg (auch Buenburg) (* vor 1223; † nach 1265) war eine Äbtissin des freiweltlichen Damenstifts Buchau im heutigen Bad Buchau am Federsee.

## Leben

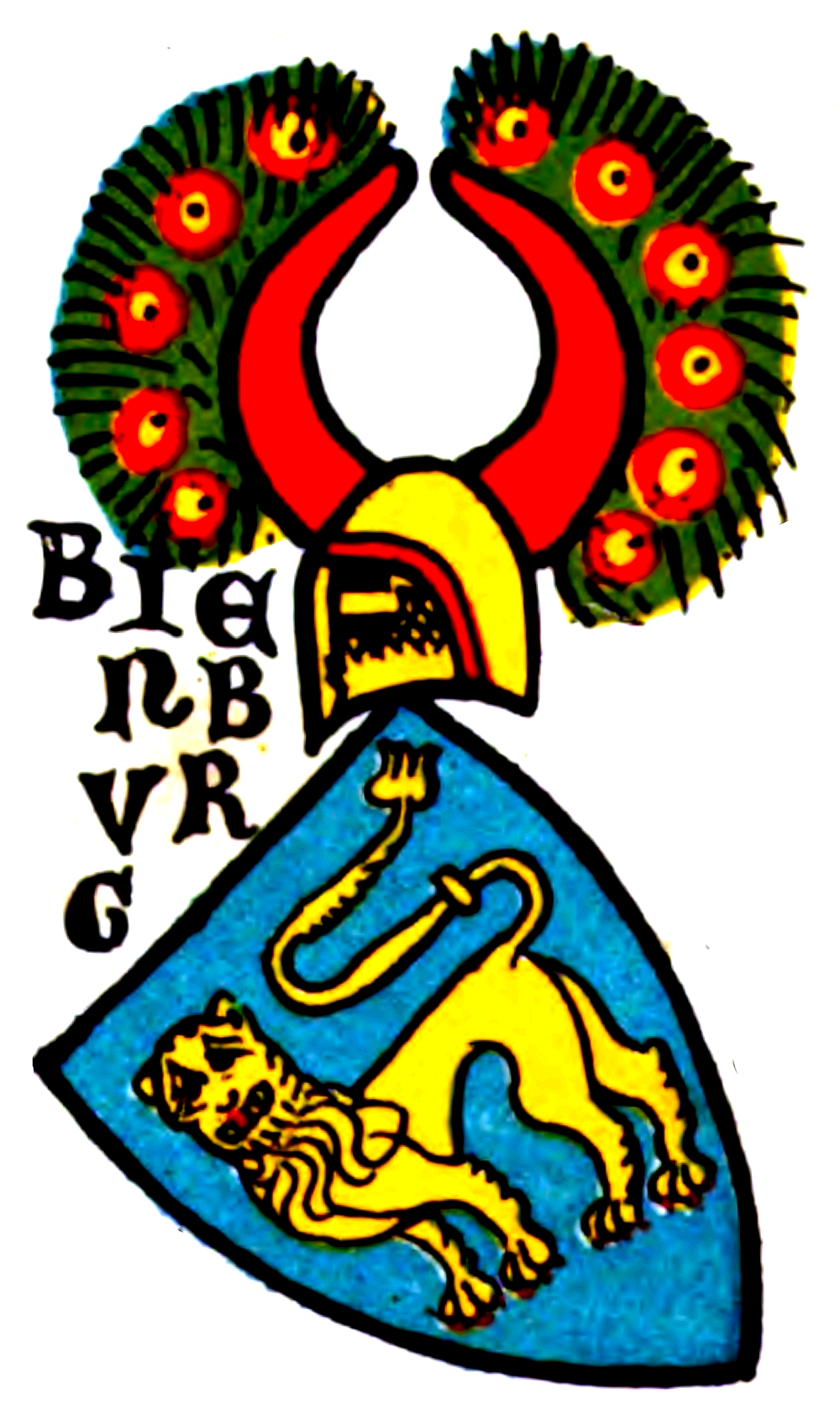
Wappen derer von Bienburg (Biegenburg), Zürcher Wappenrolle, ca. 1340

Mechthild von Bienburg stammte aus der Familie der Reichsministerialen von Bienburg (auch Biegenburg oder
Beienburg), die sich nach einer Burg bei Ravensburg nannte. Eine päpstliche Urkunde aus dem Jahr 1264 legt nahe, dass Mechthild aus dieser Familie stammte, die eine enge Beziehung zum Deutschen Orden hatte.
Nach der Überlieferung des Stiftes wurde Mechthild von Bienburg im Jahr 1223 zur Äbtissin gewählt. Aus anderen Quellen lassen sich jedenfalls die Jahre 1229 bis 1265 für ihre Amtszeit belegen. Danach lebte sie als Nonne im Zisterzienserinnenkloster Baindt.